# Гемини (фильм)
«Гемини» (англ. Gemini Man; от лат. gemini — близнецы) — американский остросюжетный боевик 2019 года режиссёра Энга Ли по сценарию Дэвида Бениоффа, Билли Рэя и Даррена Лемке. Главные роли исполнили Уилл Смит, Мэри Элизабет Уинстэд, Клайв Оуэн и Бенедикт Вонг. Фильм рассказывает о стареющем наёмном убийце, на пути которого встает его молодой клон.
Разработка фильма началась ещё в 1997 году, но на протяжении почти 20 лет картина находилась в производственном аду. На пост режиссёра в разное время претендовали Тони Скотт, Кёртис Хэнсон и Джо Карнахан, а на главную роль рассматривались кандидатуры Харрисона Форда, Мела Гибсона и Шона Коннери. В 2016 году компания Skydance Media приобрела у Disney права на сценарий, который к тому времени был несколько раз переписан, а в октябре 2017 года Энг Ли был назначен режиссёром картины. Съемки проходили с февраля по май 2018 года.
В США фильм был выпущен в прокат компанией Paramount Pictures 11 октября 2019 года. Фильм получил в целом негативные отзывы: критике подвергся сценарий и сюжет, однако актёрская игра удостоилась похвал. Процесс омоложения Смита и съёмка с высокой частотой кадров (120 кадров в секунду вместо обычных 24) вызвали неоднозначную реакцию: некоторые критики оценили их как технические достижения, в то время как другие сочли неубедительными. Фильм собрал 173 млн долларов при бюджете в 138 млн долларов, что стало кассовым провалом и принесло Paramount убытки в 111 млн долларов.

## Сюжет
Генри Брогану, бывшему снайперу корпуса морских пехотинцев, ныне работающему на Разведывательное управление Министерства обороны США, поручают убийство террориста, едущего в скоростном поезде в Льеж (Бельгия). Во время миссии Марино, наводчик Генри, предупреждает его, что к террористу подошла девочка. Это заставляет Генри медлить с выстрелом до самой последней секунды, и он попадает террористу в шею, а не голову. Устав от убийств, Генри намеревается уйти в отставку с правительственной службы, а его куратор Дел Паттерсон безуспешно пытается отговорить его от этого.
На отдыхе Генри знакомится с менеджером по прокату лодок Дэнни и встречается на яхте со старым армейским другом Джеком, который утверждает, что на самом деле Генри в Льеже застрелил не террориста, а невинного человека, молекулярного биолога. В поиске доказательств того, что ему подсунули фальшивое досье, Генри просит Джека организовать встречу с его осведомителем по имени Юрий. После того, как Генри узнаёт об организованной подставе, директор Разведывательного управления Джэнет Ласситер планирует убить его; Клэй Вэррис, глава подразделения секретных операций под кодовым названием «ГЕМИНИ», просит  разрешение устранить Генри, но Ласситер намерена справиться собственными силами.
Найдя в лодке прослушку, Генри догадывается, что Дэнни — агент Разведуправления, посланный шпионить за ним, и заводит с ней дружбу. Оперативники убивают Джека с его любовницей, а также Марино. Однако Генри удаётся обезвредить агентов, подосланных к нему домой, и спастись вместе с Дэнни.
Генри и Дэнни находят убежище в Картахене у Бэрона, бывшего сослуживца Генри. Генри и Дэнни укрываются в доме Бэрона и планируют встретиться с Юрием. Тем временем Клэй отправляет убийцу, чтобы ликвидировать Генри. Сражаясь с противником, Генри понимает, что киллер очень похож на него в молодости и обладает таким же набором профессиональных навыков. Когда раненый убийца прибывает в конспиративный дом, выясняется, что он является приемным «сыном» Клэя по имени Младший. Клэй приказывает Младшему закончить работу.
Генри также обеспокоен своим сходством с убийцей, который, как предполагает Дэнни, может быть его сыном, но Генри исключает такую возможность. В Будапеште Дэнни сдает в лабораторию образцы ДНК Младшего и обнаруживает, что ДНК его и Генри идентичны, то есть Младший является клоном Генри. Генри встречается с  Юрием в Венгрии и узнает о программе клонирования, а также о том, что убитый им ученый работал над проектом «ГЕМИНИ» для создания клонов, лишенных боли или эмоций.
Генри звонит Ласситер, которая соглашается отправить Младшего в Венгрию, чтобы безопасно вернуть Дэнни в Соединенные Штаты. Забрав с собой Дэнни, Младший устанавливает ловушку для Генри, но она предупреждает его с помощью скрытого устройства. Устроив засаду для Младшего, Генри объясняет Младшему, что он клон, и рассказывает о схожих чертах характера, о которых больше никто не мог знать. Вернувшись в «ГЕМИНИ», Младший конфликтует с Клэем по поводу своего происхождения. Клэй утверждает, что Младший должен победить Генри, чтобы превзойти его.
Найдя Генри после ухода из «ГЕМИНИ», Младший объединяет с ним усилия, чтобы остановить Клэя. Генри предлагает Младшему сменить работу, чтобы стать кем-то еще и не губить свою жизнь. Автомобиль попадает в засаду, и Бэрон погибает во время взрыва.  Младший вступает в рукопашный бой с Клэем, и в конце концов оглушает его прикладом ружья.
После разгрома отряда спецназовцев Генри, Дэнни и Младший вступают в бой с оперативником в специальном обмундировании. Им удается остановить его с помощью нескольких мощных взрывов. Генри снимает его шлем, и обнаруживает, что он — ещё один клон Генри, который не чувствует боли и не испытывает эмоций. Побежденный Клэй пытается оправдать свою программу тем, что создание клонов с навыками Генри позволило бы одновременно спасти жизнь молодым солдатам и проводить успешные военные операции. Разочарованный Младший хочет застрелить Клэя, но Генри отговаривает его и убивает Клэя сам.
Генри узнаёт от Паттерсона, что лаборатория «ГЕМИНИ» закрыта, а программа клонирования свернута. Позже Генри встречается с Младшим, который готовится поступить в колледж, и отдает ему документы на имя «Джексон Броган», в честь фамилии матери Генри. Генри и Дэнни обсуждают с Джексоном его будущее.

## В ролях
- Уилл Смит — Генри Броган, бывший снайпер корпуса морских пехотинцев, ныне работающий на Разведывательное управление Министерства обороны США в качестве киллера. Генри считается одним из лучших наёмных убийц своего поколения.
  - он же — Младший, клон Генри. Во время производства картины Смит был омоложён благодаря использованию метода захвата движения и CGI[5].
  - он же — безымянный клон.
- Клайв Оуэн — Клэйтон «Клэй» Вэррис, беспощадный руководитель программы «ГЕМИНИ», который создает Младшего в качестве замены Генри.
- Мэри Элизабет Уинстэд — Дэнни Закаревски, ветеран ВМФ и агент Разведывательного управления, которая помогает Генри.
- Бенедикт Вонг — Бэрон, бывший морской пехотинец, сослуживец  Генри.
- Ральф Браун — Дел Паттерсон, куратор Генри в Разведывательном управлении.
- Линда Эмонд — Джэнет  Ласситер, директор Разведывательного управления.
- Дуглас Ходж — Джек Уиллис, бывший морской пехотинец, сослуживец Генри.
- Илья Волох — Юрий Ковач, русский оперативник, информатор Джека, который следит за деятельностью «ГЕМИНИ».
- Эдвард Джошуа Бонилья — Марино, агент Разведывательного управления, наводчик Генри.
- Игорь Сас — доктор Валерий Дормов, один из врачей, клонировавших Генри.
- Бьорн Фрайберг — Келлер, сотрудник «ГЕМИНИ».

## Съёмки
Съёмки фильма начались 27 февраля 2018 года в Гленнвилле, штат Джорджия, также проходили в городах Будапешт (Венгрия) и Картахена (Колумбия).